# Flavignac
Flavignac is een gemeente in het Franse departement Haute-Vienne (regio Nouvelle-Aquitaine) en telt 955 inwoners (1999). De plaats maakt deel uit van het arrondissement Limoges.

## Geografie
De oppervlakte van Flavignac bedraagt 30,3 km², de bevolkingsdichtheid is 31,5 inwoners per km².
De onderstaande kaart toont de ligging van Flavignac met de belangrijkste infrastructuur en aangrenzende gemeenten.

## Demografie
Onderstaande figuur toont het verloop van het inwonertal (bron: INSEE-tellingen).

## Geschiedenis
Flavignac is waarschijnlijk ontstaan uit een Romeinse villa, waarvan in 1978 resten zijn gevonden. Op dit domein stond al heel vroeg een kapel die onder de parochie van St.Jan de Doper in Nexos viel, en die nog in de Merovingische tijd een zelfstandige parochie werd, oorspronkelijk gewijd aan Sint Martial, eerste bisschop van Limoges. In de 9e eeuw stond er een kerk St.Martial. Resten van deze kerk zijn nog aanwezig in de huidige kerk, die in de 15e-16e eeuw is gebouwd en toen gewijd is aan de Hemelvaart van Maria met als secundaire patroonheiligen St.Jan de Doper en St. Martial.
Flavignac werd in 855 en in 954 genoemd als Vicaria, administratief centrum. Na de 10e eeuw verloor Flavignac die functie en was het alleen maar meer parochie, verdeeld tussen Heren van Aixe (het noordelijke deel) en de Heren van Lastours (het zuidelijke deel). Vanaf de 13e eeuw zijn de delen weer samengevoegd tot een heerlijkheid in bezit van een tak van de familie Lur, die in de 14e eeuw de naam "Lur de Flavignac" aannam.
Eind 13e eeuw begint binnen de parochie Flavignac zich een nieuwe Heerlijkheid te ontwikkelen bij een priorij van de abdij Saint-Martial van Limoges, die in de 11e eeuw was gesticht: Les Cars. De parochie van Flavignac deelde toen de belastinggelden van Flavignac en zijn dependance Les Cars met de Heer van Les Cars.
In de 15e eeuw werd de Heerlijkheid Flavignac bezit van de familie de Loménie en dit leidde tot twisten tussen de Heren van Flavignac en de Heren van Cars.
Na de Revolutie werd de dependance Les Cars afgesplitst van Flavignac, dat er op zijn beurt in slaagde in 1829, Texon, dat onder de gemeente Lavignac was ingedeeld, te annexeren.
Tot de kerkschatten behoren een schilderij van de Heilige familie uit 1686 van de schilder Jerôme Giraud uit de 16e eeuw, schilderijen en beelden uit de 15e tot en met de 18e eeuw, altaren uit de 17e en 18e eeuw en een reeks reliekschrijnen uit de 13e -20e eeuw. De meeste ervan zijn uitgestald in de toren (dagelijks geopend van 10-17 uur).

## Afbeeldingen

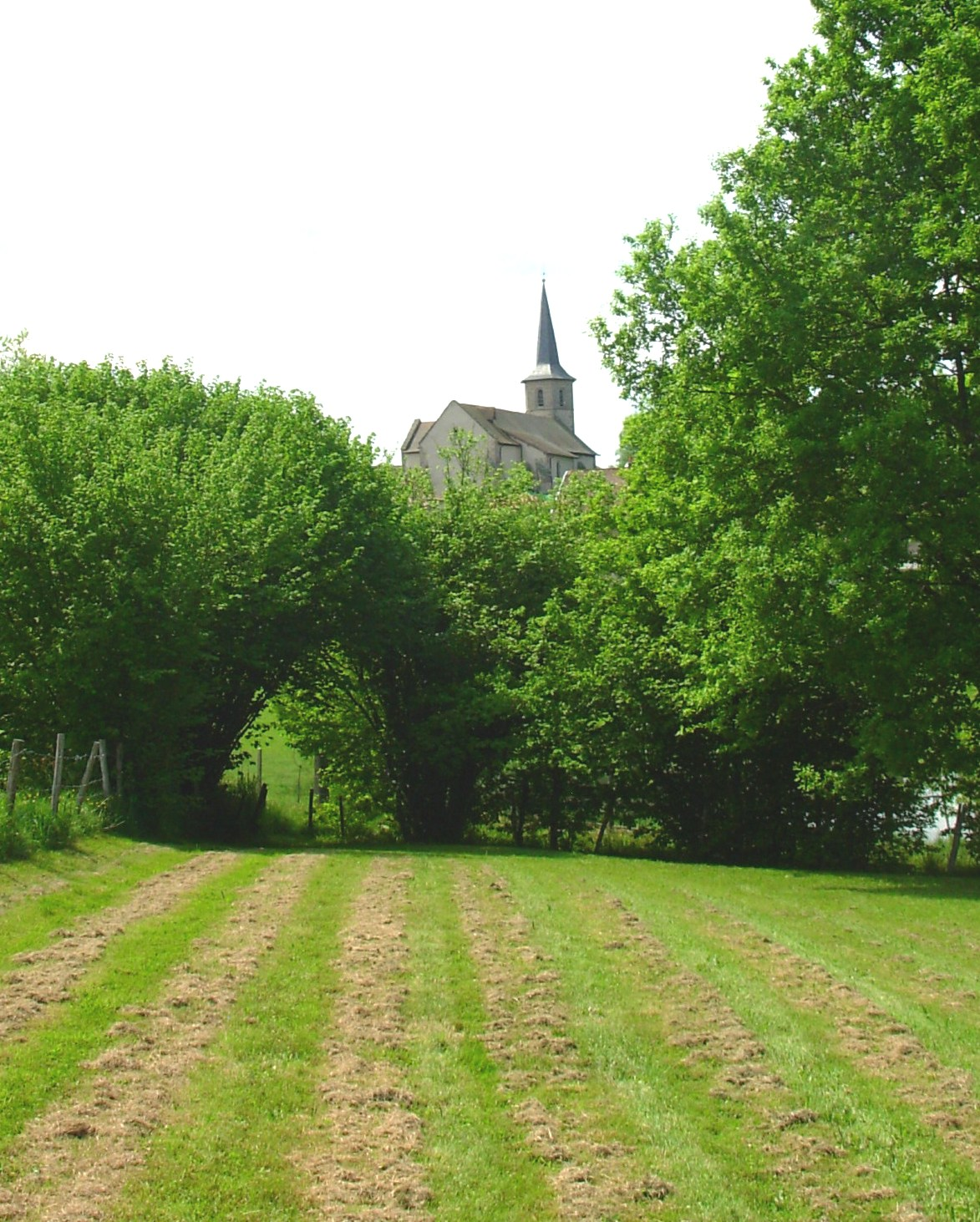
De kerk van Flavignac
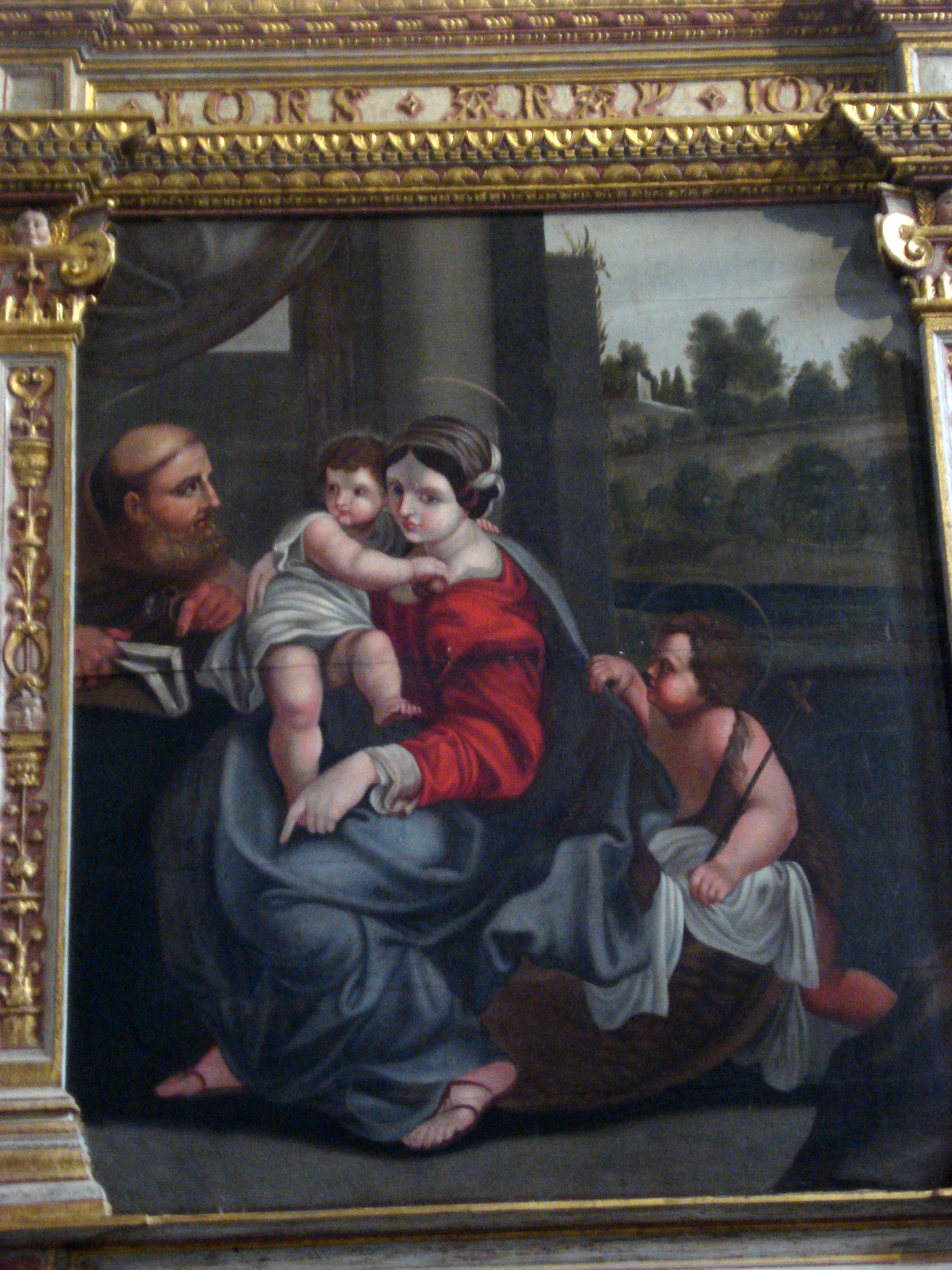
Schilderij van de H.Familie
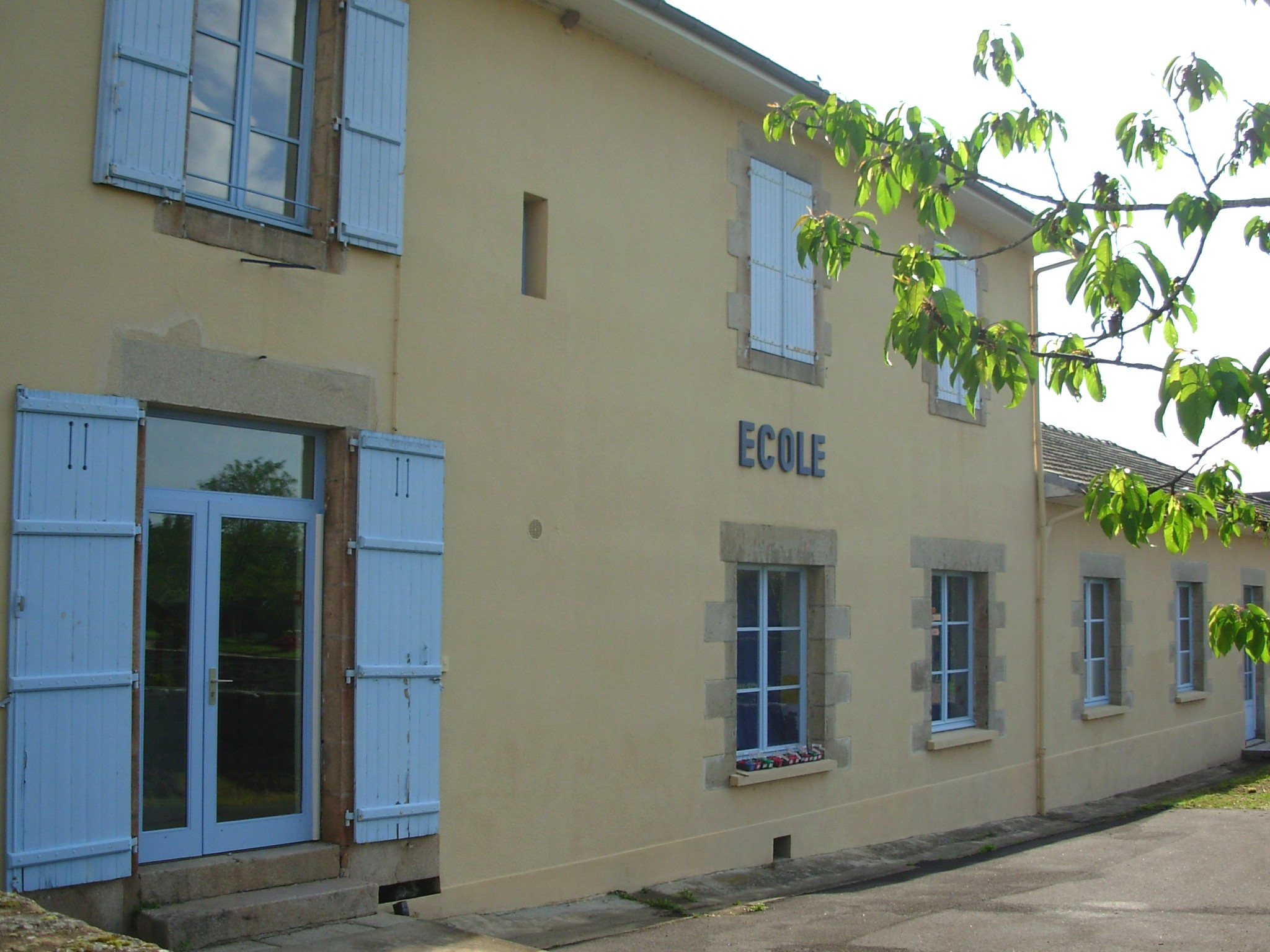
School van Flavignac
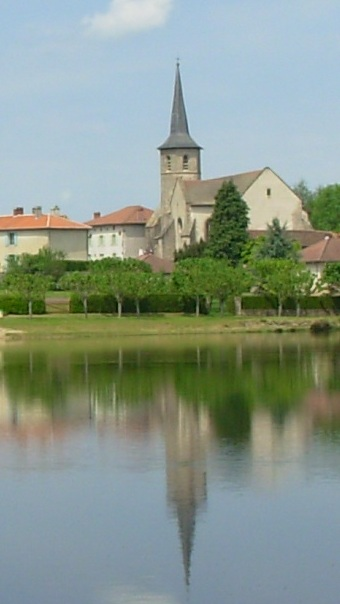
Flavignac, Lac Saint Fortunat